# Andrena maderensis
Andrena maderensis är en biart som beskrevs av Cockerell 1922. Andrena maderensis ingår i släktet sandbin, och familjen grävbin. Inga underarter finns listade i Catalogue of Life.